# ピーナッツバターとジェリーのサンドイッチ

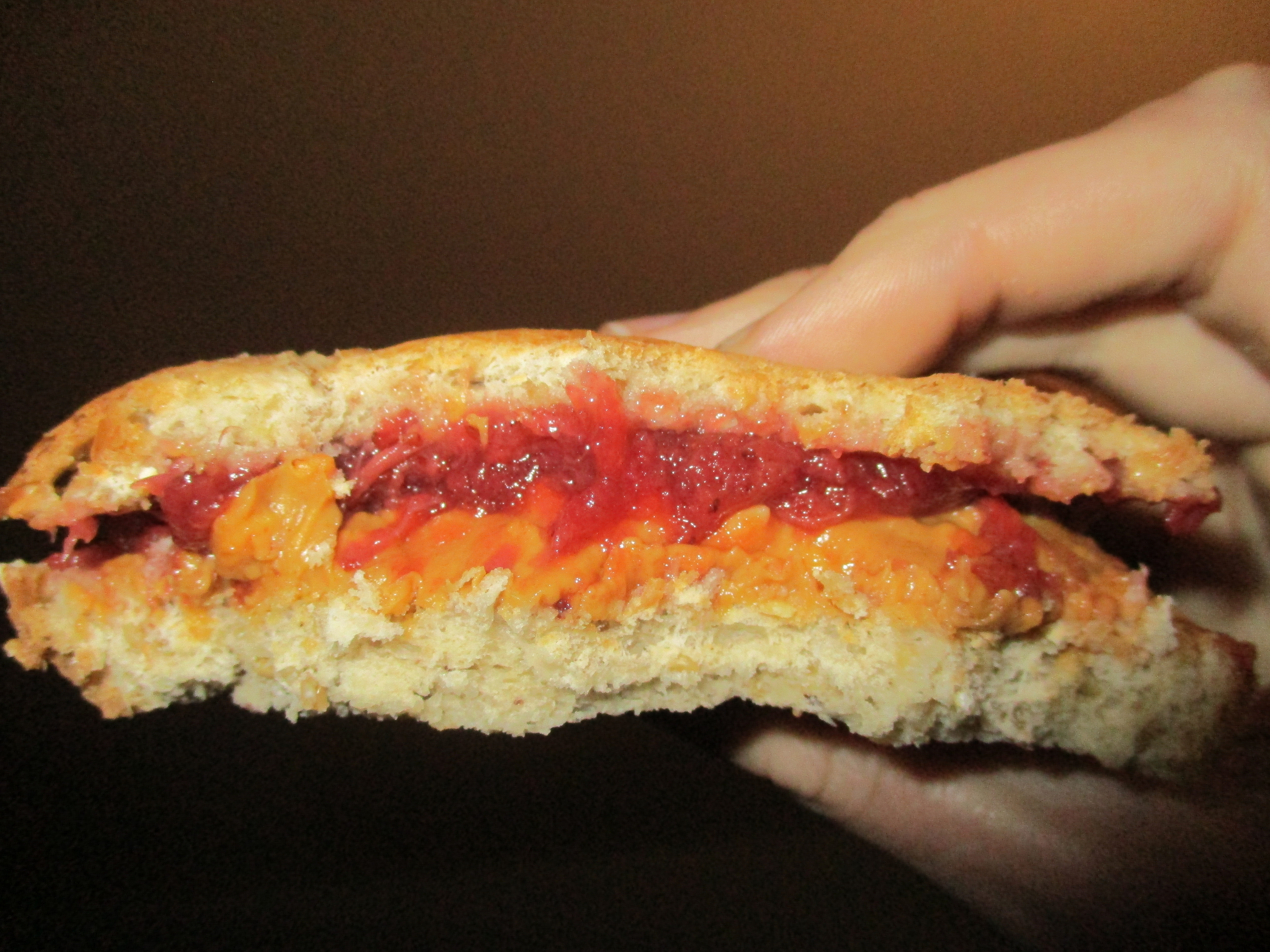
Pピーナッツバターとジェリーのサンドイッチ

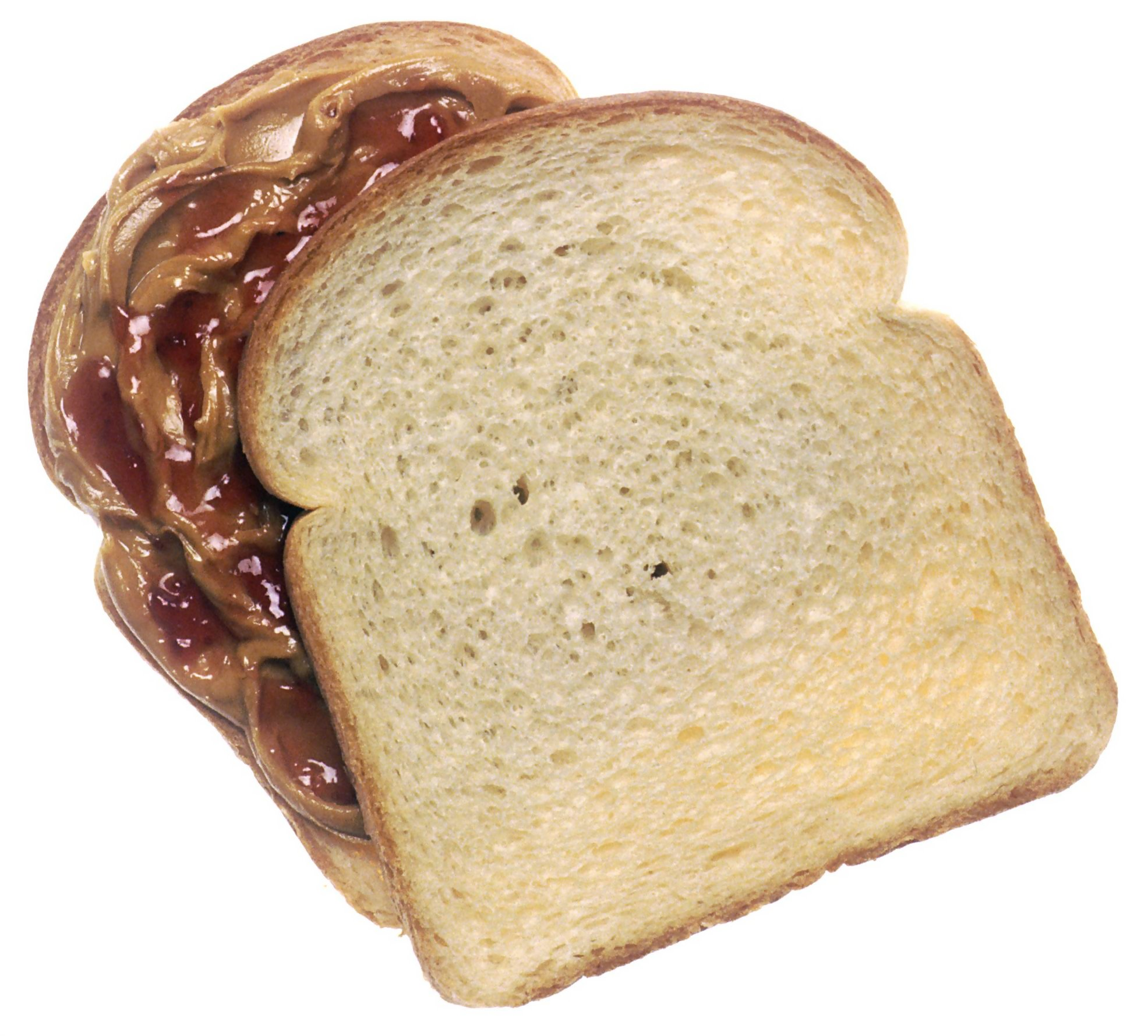
ピーナッツバターとジェリーのサンドイッチ

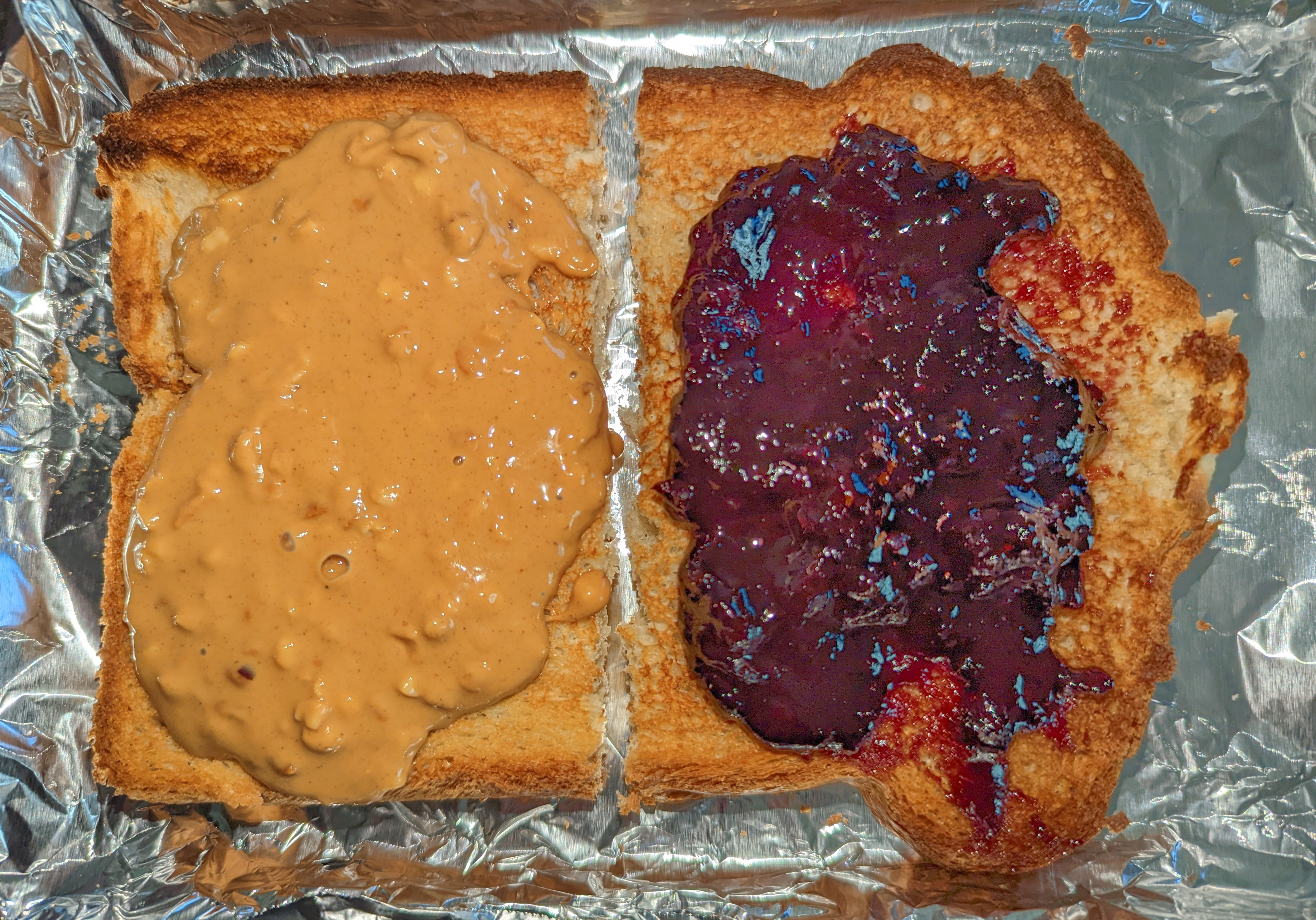
ピーナッツバターとジェリーのサンドイッチ

ピーナッツバターとジェリーのサンドイッチ（英: Peanut Butter & Jelly Sandwich）、あるいはピーナッツバターとジャムのサンドイッチ（英: Peanut Butter & Jam Sandwich）、略称PB&Jは、主にアメリカ合衆国、カナダなどアングロアメリカの子供達の間で食べられるおやつ、あるいは軽食である。二枚の食パンのそれぞれの片面にピーナッツバターおよびジェリー（固形物を濾して取り除いたジャム）を塗り、それらの面を合わせてサンドイッチにして食べるのが一般的。好みでチョコレート、シロップ、バター、蜂蜜などを加えることもある。
2002年の統計によると、平均的なアメリカ人は高校を卒業するまでに一人当たり1,500個のPB&Jサンドイッチを食べる。

## バリエーション
ピーナッツバターとジェリーのサンドイッチのレシピにはバリエーションがあり、蜂蜜やベーコン、チョコレート、メープルシロップを加えるものもあれば、ヌテラ（ヘーゼルナッツ入りチョコレートスプレッドの一種）、レーズン、バター、ポテトチップス、チーズ、スライスしたバナナ、ドライフルーツを加えるものもある。また、スライスしたバナナの代わりにスライスしたイチゴやリンゴを入れるものもある。食パンの代わりにスライスしたベーグルを使用することもある。
マシュマロを原料としたスプレッドの一種マシュマロクリームをピーナッツバターと合わせたサンドイッチはフラッファーナターと呼ばれる。

## 歴史
1900年代前半、ピーナッツバターは炒りたてのラッカセイを挽いて作られる、ニューヨーク市の高級ティールームでしか出されなかったほどの高級食材だった。
当時のピーナッツバターはピミエントやキンレンカ、セロリ、クレソン、焼いたクラッカーとともに提供されていた。
女性誌グッド・ハウスキーピング1896年5月号には、「忙しい主婦のあなたも、肉挽き機でピーナッツをひいて、ピーナッツバターを作ってトーストに塗って食べてみましょう!」という内容の記事が掲載されていた。同年6月に出版された料理雑誌 Table Talkには、ピーナッツバターのサンドイッチのレシピが掲載されていた 。
ピーナッツバターとジェリーを一緒にパンに塗った料理がアメリカの文献中に初めて登場したのは、1901年にジュリア・デイヴィス・チャンドラー（Julia Davis Chandler）が執筆し出版したボストン料理学校調理科学と家庭経済学の雑誌（Boston Cooking-School Magazine of Culinary Science and Domestic Economics）という書物である。
その後、瓶入りのピーナッツバターが市場に導入されてピーナッツバターの価格が下落し、1920年代後半にはピーナッツバターとジェリーのサンドイッチは庶民でも楽しめるようになり、子どもたちの間で人気になった。
米国ラッカセイ組合は第二次世界大戦中のアメリカ軍のレーションのリストにピーナッツバターとジェリーのサンドイッチがあったと主張している。ピーナッツバターとジェリーのサンドイッチ用に、ピーナッツバターとブドウのジェリーを交互に同じ瓶に詰めた製品が販売されている。

## 栄養
ブドウジャムとピーナッツバターそれぞれテーブルスプーン2杯分を精白パンにはさんだピーナッツバターとゼリーのサンドイッチは、栄養摂取勧告量の22%の脂質と1日の摂取量22%分のカロリーを含んでいる。
カロリーの45%は脂質由来のもので、その多くは心臓に良いとされている一価不飽和脂肪および多価不飽和脂肪である。